# Andrej Komel
Andrej Komel, plemeniti Sočebran, slovenski častnik avstrijske vojske, * 3. oktober 1829, Solkan, † 12. november 1892, Gradec. 
Andrej Komel, utemeljitelj slovenskega vojaškega izrazja, se je rodil v družini z dvanajstimi otroki očetu kovaču in manjšemu posestniku Antonu Komelu. V Gorici je končal ljudsko šolo in leta 1848 dva razreda učiteljišča, ter se istočasno pri frančiškanih v samostanu Kostanjevica učil igrati na klavir. Dobil je službo organista v župnijski cerkvi v Solkanu in bil leta 1848 poklican k vojakom. Služboval je v raznih krajih in januarja 1851 postal polkovni kadet, leta 1858 pa poročnik II. razreda. V poročnika je napredoval 1864, ter bil 1868 premeščen v Celovec h koroškemu pehotnemu polku št. 7. Ker je bilo v polku okoli 30% vsega moštva slovenske narodnosti, je svojo enoto pričel poučevati v slovenščini. Uspeh je bil tako dober, da je poveljstvo polka ukazalo tudi drugim častnikom, naj po Komeljevem zgledu urijo vojake v slovenščini. Ker so se izgovarjali, da slovenščina nima potrebnih izrazov, so mu naročili, naj prevede najpotrebnejše vojaške priročnike in pravilnike. Komel se je lotil dela in s knjigami olajšal slovenskim vojakom službovanje in napredovanje, tujim častnikom pa usposabljanje in poveljevanje v našem jeziku. Knjige so večinoma dvojezične, leva stran v nemščini, desna pa v slovenščini, sestavljene v obliki vprašanj in odgovorov ter imajo dodatne tehnične slovarčke. Upokojil se je leta 1886 kot častni major. Cesar Franc Jožef I. mu je leta 1879 podelil plemiški naslov Sočebran. Slovenska vojska je po njem imenovala šolo za podčastnike in medaljo za kulturne dosežke in promocijo Slovenske vojske Andrej Komel, plemeniti Sočebran.